# Liga Koszykówki Kobiet Bośni i Hercegowiny
Liga Koszykówki Kobiet Bośni i Hercegowiny – najwyższa w hierarchii klasa żeńskich ligowych rozgrywek koszykarskich w Bośni i Hercegowinie, będąca jednocześnie najwyższym szczeblem centralnym (I poziom ligowy). Zmagania w jej ramach toczą się cyklicznie (co sezon), systemem kołowym z fazą play-off na zakończenie każdego z sezonów i przeznaczone są dla najlepszych klubów koszykarskich Bośni i Hercegowiny. Jej triumfatorki zostają mistrzyniami Bośni i Hercegowiny, natomiast drużyny z najsłabszym bilansem są relegowane do ligi niższej. Czołowe zespoły klasyfikacji końcowej każdego sezonu uzyskują prawo występów w regionalnych pucharach, w sezonie następnym (Liga WABA, wcześniej Puchar Vojko Herksela 2006–2010, Women Basketball Friendship Adriatic League – WBFAL – 2012–2015). Ligę założono w 2002, wcześniej istniały tam trzy niezależne ligi.

## Zespoły
| Zespół               | Miasto     |
| -------------------- | ---------- |
| Čelik Zenica         | Zenica     |
| Feniks               | Banja Luka |
| Jedinstvo Tuzla      | Tuzla      |
| Kozara               | Gradiška   |
| Lavovi Brčko         | Brczko     |
| Leotar Trebinje      | Trebinje   |
| Mladi Krajišnik      | Banja Luka |
| Orlovi               | Banja Luka |
| Play Off Sarajewo    | Sarajewo   |
| RMU Banovići         | Banovići   |
| Zrinjski 2010 Mostar | Mostar     |

## Mistrzynie Bośni i Hercegowiny
| Sezon   | Mistrzynie                                                         | Wicemistrzynie                                                     |
| ------- | ------------------------------------------------------------------ | ------------------------------------------------------------------ |
| 1992–93 | Nie rozegrano                                                      | Nie rozegrano                                                      |
| 1993–94 | Jedinstvo Tuzla                                                    | bd                                                                 |
| 1994–95 | Cenex Sarajewo                                                     | bd                                                                 |
| 1995–96 | Jedinstvo Tuzla                                                    | bd                                                                 |
| 1996–97 | Jedinstvo Tuzla                                                    | bd                                                                 |
| 1997–98 | SAB Željezničar                                                    | bd                                                                 |
| 1998–99 | Željezničar New Time                                               | Sirela mljekara                                                    |
| 1999–00 | Port Mladi Krajišnik                                               | bd                                                                 |
| 2000–01 | Port Mladi Krajišnik                                               | bd                                                                 |
| 2001–02 | Željezničar Sarajewo                                               | bd                                                                 |
| 2002–03 | Željezničar Sarajewo                                               | Troglav Livno                                                      |
| 2003–04 | Željezničar CO                                                     | bd                                                                 |
| 2004–05 | Željezničar CO                                                     | bd                                                                 |
| 2005–06 | Željezničar Sarajewo                                               | Jedinstvo Tuzla                                                    |
| 2006–07 | Željezničar Sarajewo                                               | Mladi Krajišnik                                                    |
| 2007–08 | Željezničar Sarajewo                                               | Mladi Krajišnik                                                    |
| 2008–09 | Željezničar Sarajewo                                               | Mladi Krajišnik                                                    |
| 2009–10 | Željezničar Sarajewo                                               | Čelik Zenica                                                       |
| 2010–11 | Željezničar Sarajewo                                               | Čelik Zenica                                                       |
| 2011–12 | Čelik Zenica                                                       | Mladi Krajišnik                                                    |
| 2012–13 | Mladi Krajišnik                                                    | Jedinstvo Tuzla                                                    |
| 2013–14 | Čelik Zenica                                                       | Play Off Sarajewo                                                  |
| 2014–15 | Čelik Zenica                                                       | Play Off Sarajewo                                                  |
| 2015–16 | Play Off Sarajewo                                                  | RMU Banovići                                                       |
| 2016–17 | Play Off Sarajewo                                                  | Čelik Zenica                                                       |
| 2017–18 | RMU Banovići                                                       | Play Off Sarajewo                                                  |
| 2018–19 | RMU Banovići                                                       | Orlovi                                                             |
| 2019–20 | Sezon przerwano z powodu pandemii COVID-19, ogłaszając medalistów. | Sezon przerwano z powodu pandemii COVID-19, ogłaszając medalistów. |
| 2019–20 | RMU Banovići                                                       | Orlovi                                                             |
| 2020–21 | Orlovi                                                             | Feniks Pale                                                        |
| 2021–22 | Play Off Sarajewo                                                  | Orlovi                                                             |
| 2022–23 | Orlovi                                                             | RMU Banovići                                                       |

### Mistrzynie lig regionalnych
| Sezon   | Mistrzynie           |               |
| ------- | -------------------- | ------------- |
| 1992–93 | Nie rozegrano        | Nie rozegrano |
| 1993–94 | Jedinstvo Tuzla      |               |
| 1994–95 | Cenex Sarajewo       |               |
| 1995–96 | Jedinstvo Tuzla      |               |
| 1996–97 | Jedinstvo Tuzla      |               |
| 1997–98 | SAB Željezničar      |               |
| 1998–99 | Željezničar New Time |               |
| 1999–00 | Željezničar Sarajewo |               |
| 2000–01 | Željezničar Sarajewo |               |
| 2001–02 | Željezničar Sarajewo |               |

| 1992–93 | Nie rozegrano        | Nie rozegrano | Nie rozegrano | Nie rozegrano | Nie rozegrano | Nie rozegrano | Nie rozegrano |
| 1993–94 | Nie rozegrano        | Nie rozegrano | Nie rozegrano | Nie rozegrano | Nie rozegrano | Nie rozegrano | Nie rozegrano |
| 1994–95 | Nie rozegrano        | Nie rozegrano | Nie rozegrano | Nie rozegrano | Nie rozegrano | Nie rozegrano | Nie rozegrano |
| 1995–96 | Nie rozegrano        | Nie rozegrano | Nie rozegrano | Nie rozegrano | Nie rozegrano | Nie rozegrano | Nie rozegrano |
| 1996–97 | Nie rozegrano        | Nie rozegrano | Nie rozegrano | Nie rozegrano | Nie rozegrano | Nie rozegrano | Nie rozegrano |
| 1997–98 | Nie rozegrano        | Nie rozegrano | Nie rozegrano | Nie rozegrano | Nie rozegrano | Nie rozegrano | Nie rozegrano |
| 1998–99 | Nie rozegrano        | Nie rozegrano | Nie rozegrano | Nie rozegrano | Nie rozegrano | Nie rozegrano | Nie rozegrano |
| 1999–00 | Port Mladi Krajišnik |               |               |               |               |               |               |
| 2000–01 | Port Mladi Krajišnik |               |               |               |               |               |               |
| 2001–02 | Bijeljina            |               |               |               |               |               |               |

| 1992–93 | Nie rozegrano         | Nie rozegrano | Nie rozegrano | Nie rozegrano |
| 1993–94 | Nie rozegrano         | Nie rozegrano | Nie rozegrano | Nie rozegrano |
| 1994–95 | Nie rozegrano         | Nie rozegrano | Nie rozegrano | Nie rozegrano |
| 1995–96 | Nie rozegrano         | Nie rozegrano | Nie rozegrano | Nie rozegrano |
| 1996–97 | bd                    |               |               |               |
| 1997–98 | bd                    |               |               |               |
| 1998–99 | bd                    |               |               |               |
| 1999–00 | Livno                 |               |               |               |
| 2000–01 | Županjac Tomislavgrad |               |               |               |
| 2001–02 | Županjac Tomislavgrad |               |               |               |

## Bilans finalistek
Zestawienie uwzględnia tytuły mistrzowskie zarówno z ligi jugosłowiańskiej oraz Bośni i Hercegowiny.
| Zespół               | Lm. | Lw. | Zwycięskie lata                                                                    | Wicemistrzowskie lata  |
| -------------------- | --- | --- | ---------------------------------------------------------------------------------- | ---------------------- |
| Željezničar Sarajewo | 14  | –   | 1971, 1995, 1998, 1999, 2002, 2003, 2004, 2005, 2006, 2007, 2008, 2009, 2010, 2011 | –                      |
| Jedinstvo Tuzla      | 6   | 2   | 1987, 1988, 1990, 1994, 1996, 1997                                                 | 2006, 2013             |
| Mladi Krajišnik      | 3   | 4   | 2000, 2001, 2013                                                                   | 2007, 2008, 2009, 2012 |
| Čelik Zenica         | 3   | 3   | 2012, 2014, 2015                                                                   | 2010, 2011, 2017       |
| Play Off Sarajewo    | 3   | 3   | 2016, 2017, 2022                                                                   | 2014, 2015, 2018       |
| RMU Banovići         | 3   | 2   | 2018, 2019, 2020                                                                   | 2016, 2023             |
| Orlovi               | 2   | 2   | 2021, 2023                                                                         | 2019, 2022             |
| Livno                | –   | 2   | –                                                                                  | 1999, 2003             |
| Feniks Pale          | –   | 1   | –                                                                                  | 2021                   |